# S/PDIF

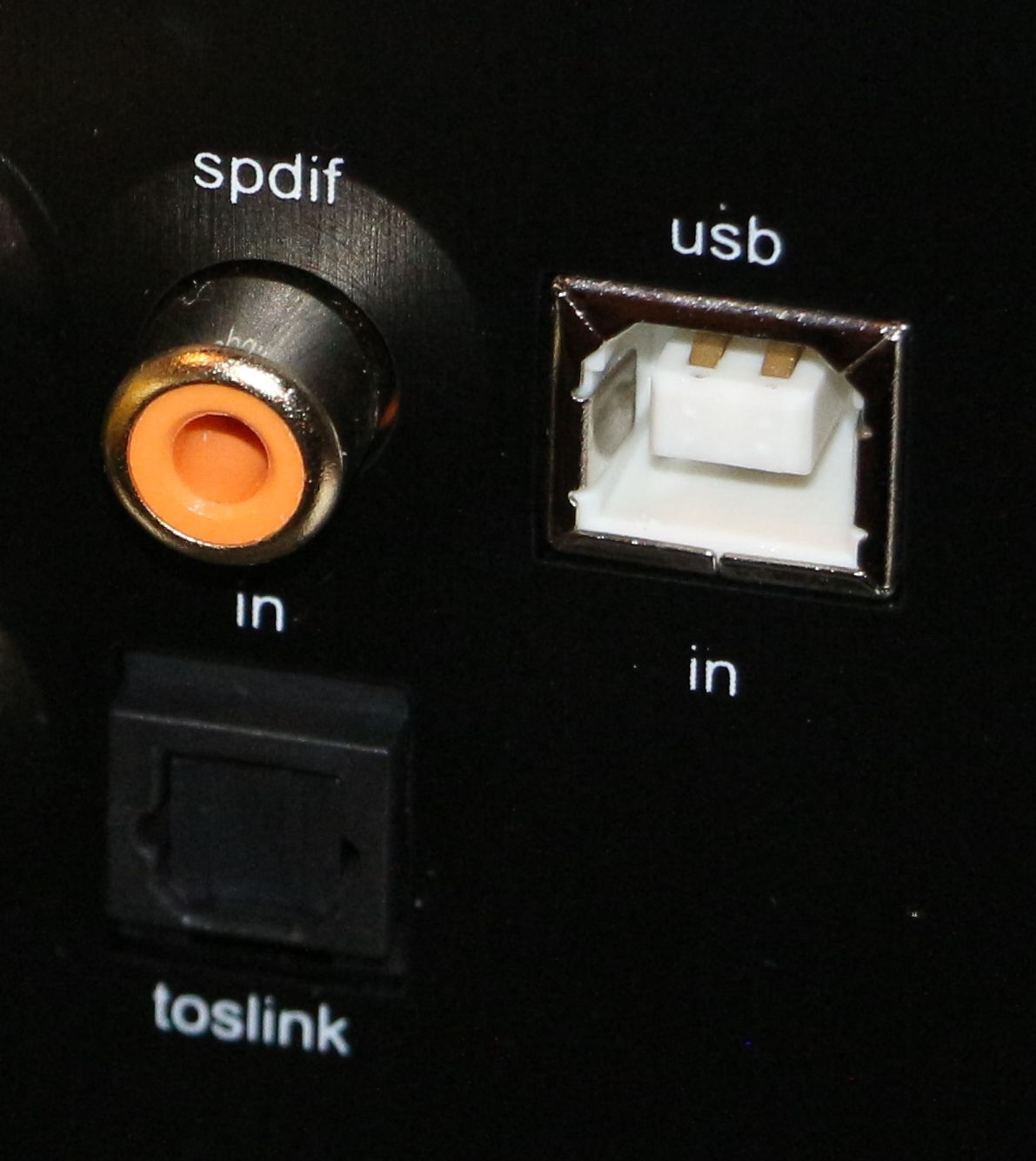
오디오 장비의 S/PDIF 및 TOSLINK 단자

S/PDIF(Sony/Philips Digital Interface)는 디지털 오디오 신호를 전송하기 위한 규격이며, 그 기원은 AES/EBU에 두고 있다. S/PDIF신호는 광 케이블 혹은 동축 케이블로 전송한다. 최대 전송률은 1,536kbps이다. (2채널 스테레오 사운드를 48kHz PCM으로 변환한 전송률과 같다.)

## 사용 분야

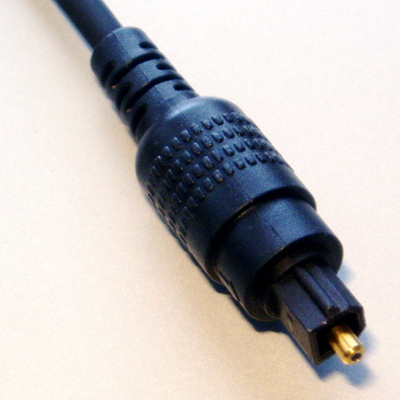
TOSLINK connector (JIS F05)

DVD 플레이어를 비롯한 각종 음성 소스를 스피커까지 잡음 없이 전송하기 위해 사용된다. 무압축 음성(PCM)은 스테레오까지 지원하며, 압축 코덱인 DTS·돌비 디지털 음성은 5.1 채널 사운드도 전송이 가능하다. 따라서 영상 파일·매체에 담긴 압축된 음성 소스를 플레이어에서 스피커로 바로 전송하는 데 주로 쓰인다.
DTS·돌비 디지털로 압축되지 않은 일반 PC의 음성(영상 재생이 아닌, 게임 사운드와 같은 무압축 음성)은 48kHz 2채널 스테레오가 한계인 근본적인 문제 때문에 S/PDIF는 사양길로 접어들고, 대신 HDMI·디스플레이포트가 떠오르고 있다. 이들은 96kHz 이상·멀티채널 무압축 음성을 전송할 수 있다.

## 하드웨어 규격
|                | AES3 (balanced)      | AES3 (unbalanced)      | S/PDIF                      |
| -------------- | -------------------- | ---------------------- | --------------------------- |
| 케이블링       | 110옴 STP            | 75옴 동축              | 75옴 동축, 광               |
| 단자           | 3핀 XLR              | BNC                    | RCA 또는 TOSLINK            |
| 출력 수준      | 2 ~ 7 V 피크 투 피크 | 1 ~ 1.2 V 피크 투 피크 | 0.5 ~ 0.6 V 피크 투 피크    |
| 최소 입력 수준 | 0.2 V                | 0.32 V                 | 0.2 V                       |
| 최대 거리      | 100 m                | 1,000 m                | 10 m                        |
| 변조           | BMC                  | BMC                    | BMC                         |
| 서브코드 정보  | 아스키 id. text      | 아스키 id. text        | SCMS 복사 보호 정보.        |
| 최대 해상도    | 24 비트              | 24 비트                | 20 비트 (24 비트 선택 가능) |

## 같이 보기
- I²S